# بیلی اوانز
بیلی اوانز (انگلیسی: Billy Owens؛ زاده ۱ مهٔ ۱۹۶۹) یک ورزشکار اهل ایالات متحده آمریکا است. 